# サッカーフローヤ島代表
サッカーフローヤ島代表（サッカーフローヤとうだいひょう）は、ノルウェーのソール・トロンデラーグ県にある基礎自治体であるフローヤ島のサッカー選抜チームである。フローヤ島代表は、FIFA及び、UEFAに加盟していないため、ワールドカップ、UEFA欧州選手権に参加できない。
国際アイランドゲームズ協会に所属しており、アイランドゲームズのサッカー競技に1997年より出場している。アイランドゲームズでは弱い部類に入り、2013年大会の4位（ただし、この大会は4チームしか参加せず、実質最下位だった）が最高で、毎回最下位近辺に低迷している。選手は、地元のクラブチームであるフローヤFKから選出される事が多い。

## 選手（2009年アイランドゲームズ招集）[1]
- (GK) Magnus Ustad (フローヤFK)
- (GK) Eirik Vatn (フローヤFK)
- Kim Arntzen (フローヤFK)
- Joran Adolfsen (フローヤFK)
- Olav Andreas Bekken (フローヤFK)
- Trond Bekken
- Per Ove Espnes (フローヤFK)
- Martin Gaaso (フローヤFK)
- Andreas Johansen (フローヤFK)
- Jorgen Utvik Karlsen (フローヤFK)
- Aqqalu Luberth
- Richard Meland (フローヤFK)
- Benjamin Midtsian
- Erik Baardseng
- Tomas Pedersen
- Mats Einar Rotnes
- Leif Jone Stromo (フローヤFK)
- Jon Ivar Theodorsen (フローヤFK)
- Arnold Antonsen (フローヤFK)
- Rune Vikan (フローヤFK)